# 正司敏江・玲児
正司敏江・玲児（しょうじとしえ・れいじ）は、かつて存在した日本の漫才コンビ。元夫婦の2人が組んでいた。松竹芸能所属。

## メンバー
- 正司 敏江（しょうじ としえ、本名：及川キミコ、1940年11月9日 - 2021年9月18日（80歳没））香川県小豆島土庄町肥土山生まれ[1]。血液型A型。
- 正司 玲児（しょうじ れいじ、本名：及川玲児、1939年1月17日 - 2010年12月10日（71歳没））大分県国東市（旧国東町）田深[1]。血液型O型。

## 来歴と芸風
漫才におけるツッコミがボケを叩く、いわゆる『どつき漫才』の第一人者。
敏江の父親は天理教の宣教師で、布教のため敏江が小学校卒業後、一家で香川県坂出市に転居。坂出市立川津中学校卒業後、大阪府の叔父を頼り来阪、ミシン工場で見習い兼女中として働く。一年半の後、父親が『かしまし娘』の両親と知り合いだったため1957年、かしまし娘の住み込み弟子となる、ある日かしまし娘の父が2人の弟子・芳江、春江を連れて来てかしまし娘の妹分を結成させるということになり敏江が入り「ちゃっかり娘」を結成した。1962年初舞台。ギターを担当した。他の2人が津軽三味線の世界に飛び込んだため解散（のちに津軽姉妹を結成。芳江はのちに津軽ひろ子の名で活動）。
玲児は小学校6年生のときに両親が離婚し、福岡県八幡市（現在の北九州市）に移る。八幡市立花尾中学校を卒業後にパン屋や八百屋、工場、酒屋などの職業を転々とし、1962年に京芸プロ（漫画トリオの個人事務所）従業員を経て、松竹芸能に入社。フラワーショウを担当をしていたが、1963年に本名で音楽ショウ・ピスボーイを中井次郎（現在の吉本新喜劇座員の池乃めだか）らと組んで初舞台。
のちに池乃めだかは『自分は玲児さんの弟子』と、玲児が師匠にあたる事を明かしている。また当時、一世を風靡していた横山やすしと事務所の垣根を越え、深い親交を持っていた。
敏江と玲児は共に売れていなかったが、当時から2人は交際しており、裏方（マネージャーの玲児）が商品（芸人の敏江）に手を付け、芸界の掟を破ったことで、師匠の正司歌江から破門される。1964年、浪曲師の斎東満夫妻の仲人で結婚。
1966年、夫婦である事を隠し、兄妹漫才と偽って正司利児・敏江の名で神戸松竹座から再出発、その後夫婦漫才コンビである事を公表。しかし敏江は台本の覚えが悪いのに稽古嫌いで、いい加減なアドリブで誤魔化してばかりだったため、前座に燻っていた。ある日、舞台上で怒った玲児が敏江を本気で突き飛ばしたところ、これが初めて客にウケる。最初は一方的に張られていた敏江だったが、玲児に逆襲すると更にウケる事を発見し、嫁主導の夫婦どつき漫才の型を確立、一躍注目を浴びた。
2人の熱心さにほだされ、周囲の抵抗も次第に解けて行き、1968年には再び『正司』の屋号を許される。敏江の「誰のお陰で正司を名乗れると思うとるんや!」の決めゼリフは、こうして誕生した。
1969年、第4回上方漫才大賞新人賞受賞。これをきっかけに人気は上昇。特にこの時期、朝日放送プロデューサーの澤田隆治は2人にテレビタレントとしての将来性を見出し、レギュラー番組を次々と立ち上げる。
1970年『第21回NHK紅白歌合戦』（NHK）の応援合戦に、京唄子・鳳啓助、三代目笑福亭仁鶴らとともに上方の漫才、落語系演芸人としては当時初めてとなる出場を果たす。
1971年、テレビドラマ『時間ですよ』（TBSテレビ）にレギュラー出演（共演/森光子、松原智恵子、堺正章、天地真理他）
1970年代、世間で『仮面ライダー』が流行っていた若い頃には「ライダーキック！」の掛け声と共に飛び蹴りしたり、敏江もサービス精神を発揮し、振袖の裾をはだけてのパンツ開帳を定番ギャグにするなど、生傷の絶えない熾烈な芸にエスカレートしていった。
1972年、4月スタートの『新・番頭はんと丁稚どん』（毎日放送）にメインレギュラーとしてキャスティングされながら、開始早々降板させられる、という騒動が発生している。新番組の新聞広告に玲児の顔写真だけ掲載されていなかったことから、玲児が会社側にクレームをつけた事に、周囲が尾ヒレを付け最終的には「玲児が作者の花登筐に物を投げつけた」という事にされ、社長にリーク。「人気におぼれて天狗になった」との判断で玲児は松竹芸能との専属マネジメント契約を一時解除された。この一件で人気の絶頂期から状況は一変、レギュラー番組は無くなり、信頼をよせていた支援者（と思っていた人間）もその日以来次々と離れていくという現実にさらされながらも、その後は日劇の舞台や地方興行をこなし、地道にキャリアを積むこととなった。この時の事について、後に敏江は「玲児さんが花登さんに物を投げたというのは、話に尾ヒレがついたもので真っ赤な嘘です。人気絶頂でそれだけわがままで、生意気な態度に見えたんやと思います。」と振り返る一方で、「人間の裏側を見せてもらい、大きな勉強になった」と語っている。
1974年、玲児の浮気が発覚して私生活では結婚10年で離婚となったが、根強い人気に後押しされてコンビは継続し、養育費問題を始め家庭の不幸すらネタにしてしまった。夫婦漫才が離婚後も組み続けているのは、ミヤコ蝶々・南都雄二、京唄子・鳳啓助以来である。
芸歴からすれば既に大ベテランの領域に入りながらも、意気軒昂にどつき漫才を展開。飛び蹴りなどの見せ場こそ無くなったものの、息の合ったかけ合いと平手打ちで安定した笑いを提供した。老人ホームなど福祉施設の慰問にも積極的に取り組んだ。松竹芸能の歴代の拠点だった、浪花座の閉館（2002年）及びB1角座の閉館（2008年）の際には、共に大トリの大役を務めた。後継の拠点となった通天閣劇場TENGEKIにも積極的に出演しトリを務め、また2年に1回の割合で愛知県名古屋市にある大須演芸場の正月公演に出演、芝居活動など、盛んに活動を行ってきた。
2010年に入ると玲児が体調を崩し、同年11月には一旦舞台に復帰したものの、12月10日に成人T細胞白血病リンパ腫で死去、71歳没。2010年11月28日に、大阪府大阪市にある国立文楽劇場小ホールで行われた「11月上方演芸特選会」で漫才を披露したのが、コンビとしての最後の舞台となった。
玲児の葬儀は2010年12月14日、大阪市北区の葬儀場で行われ、喪主は長男の及川孔児で、弔辞は横山たかし・ひろしが読み上げた。通夜には笑福亭鶴瓶、池乃めだか他、本葬には敏江の師匠である正司歌江も弔問に訪れ、3～400人に見送られた。
その後は、敏江一人で舞台を中心に歌や漫談で活動を続けていたが、敏江も2021年9月18日1時59分、脳梗塞のため大阪市内の病院で死去した。80歳没。
敏江の所属事務所はデビューから亡くなるまで一貫して松竹芸能であった。

## レコード
- しびれ女のブルース／147センチのバラード（1970年11月）（キダ・タロー作曲）‐ B面の「147センチのバラード」は後に2番のセリフがシングルと異なるテイクが発見され、「キダ・タローのほんまにすべて」には2番のセリフがシングルと異なるテイクが収録された。
- 夫婦の花道／母恋怨歌
- チューリップ人生／悲恋酒
- 振られた女の子守唄／くどいたお方はどこの人（1976年4月）‐正司敏江ソロ
- わてには関係ありまへん／出逢い橋・別れ橋・再会橋（1978年）‐正司玲児ソロ
- とんぼり人生／さすらい港町（1987年11月）‐A面の「とんぼり人生」は正司敏江のソロで、B面の「さすらい港町」は正司玲児のソロ
- 結婚・離婚（くっついたりはなれたり）／花かげろう（1989年）‐B面の「花かげろう」は正司玲児のソロ
- 人生おんな詩／日本列島がんばりやー（1990年10月）‐A面の「人生おんな詩」は正司敏江のソロで、B面の「日本列島がんばりやー」は正司玲児のソロ
- まごころ音頭／人情芝居（1992年9月）‐A面の「まごころ音頭」は正司玲児のソロ
- 野牡丹[9]／こころの港（1994年10月）‐A面の「野牡丹」は正司敏江のソロで、B面の「こころの港」は正司玲児のソロ

## 著書
- 正司敏江のどつかれても踏まれても（1992年9月、恒友出版）ISBN 978-4765220668

## メディア出演

### テレビ
- 敏江・玲児だ、みんな集まれ!（1969年、朝日放送）- 月〜金の帯番組。2人で出演。提供：任天堂、いづみや（現：イズミヤ）。
- あきれた学園（1969年、朝日放送） - 主演
- ミニミニ社員（1970年、朝日放送） - 主演
- 魔女はホットなお年頃 第3話（1970年、毎日放送）-敏江のみ。
- 第22回NHK紅白歌合戦　（1971年、NHK）
- 奇想天外歌合戦（1971年〜1972年、日本テレビ）- 2人で司会。
- 時間ですよ（第31回 - 第65回、TBS）
- へんしん!ポンポコ玉 第8話「ピンチ？ぴんちナノダ！」（1973年、TBS）- 怪盗ホワイト（玲児）、怪盗ブラック（敏江） 役
- こんばんは漫才デース（1974年、朝日放送）- 2人で司会。
- 日本沈没（1974年、TBS）第4話｢海の崩れる時｣-本人役
- 家族そろって三つの歌 （日本テレビ）- 家族で出演。
- お笑いネットワーク（日本テレビ）
- 秘密のデカちゃん 第20話「何がなんでも!猛烈女医の結婚宣言」（1981年、TBS） - すみれ（敏江）、岩造（玲児）役
- ザ・ハングマン 第40話「トルコ風呂密室殺人」（1981年、朝日放送） - 風俗嬢（敏江）とその客（玲児） 役
- バラエティー生活笑百科（NHK総合[10]）- 2人で出演。
- ボキャブラ天国（フジテレビ） - 特番で1回のみ。番組内でのキャッチコピーは“ザ・グレートどつき”。
- 殿さま風来坊隠れ旅 第11話「渡る世間は泥棒ばかり」（1994年、ANB）

### ラジオ
- ヒットでヒット バチョンといこう!（ラジオ大阪）

### 映画
- 座頭市御用旅（1972年1月15日公開、東宝）- 旅芸人夫婦 役
- ゾロ目の三兄弟 (1972年4月14日公開、東映）- 主人公の隣人 役
- 男はつらいよ 寅次郎物語（1987年12月26日公開、松竹）- 宿の女中 役

### CM
- ジャパンチェーン（パチンコ、東海地方ローカル）
- いしよし（墓石・仏壇販売）
- 任天堂（玩具・N&Bブロックミックス）
- 石井表記
- UYEKI
- ニューいづくら（温泉旅館、北陸地方ローカル）

### Vシネマ
- DiGi mation 5 新桃太郎伝説 七夕の村は激戦区

## エピソード
- どつき漫才で人気が出始めた頃、芸には厳しい古老の漫才の諸先輩（三遊亭小円・木村栄子等）から「あんなのは漫才ちゃう、あの後に出るわてらの身になってみなはれ」と厳しく叱責、いじめも多かったという。
- 表向き松竹芸能の漫才枠に入ってはいるが、その昔、事務所を解雇させられた玲児だけは、そのまま一時、フリーの身となる。
- 『上方演芸会』（NHKラジオ第1放送）の、とある地方での放送収録の際、漫才の最中に敏江がネタを忘れてしまった為、途中で中断し、正規な台本での漫才ができなかった。番組関係者に「再度の録音」を懇願したが、収録時間の関係等で受け入れられず、その後また「再度の録音」を懇願し、交通費等自費、ノーギャラで、別の「上方演芸会」の収録に独自に参加させてもらって録音をして貰い、正規の番組放送に編集して挿入し放送してもらった事がある。
- 北野武が『アウトレイジ』公開の際、某メディアにて『（映画のタイトルは）敏江・玲児じゃないよ』と発言。
- 小林信彦の『日本の喜劇人』第9章「大阪の影」の末尾に「久しぶりに、ぞくぞくさせられる芸人に出会った」と敏江のことが出てくる。
- 元タレント上岡龍太郎は『感心したのは正司敏江・玲児。あれを見たときには、あのコンビはいいなと。女を蹴飛ばしてね。きょうび（今どき）、家の中で女をどつく旦那がおらんようになった時代に、蹴るは、どつくは、引きずり廻すは、すばらしい意味で凄すぎるなと思った』と明かしている。